# 里夫內 (科韋利區)
51°14′7″N 23°48′15″E / 51.23528°N 23.80417°E
里夫內（烏克蘭語：Рівне），是位於烏克蘭西北部的村莊，由沃倫州科韋利區的里夫內市鎮負責管轄，處於比斯特里亞克河畔，始建於1510年，面積2.84平方公里，海拔高度171米，2001年人口873。